# 남원 용담사 석등
남원 용담사 석등(南原 龍潭寺 石燈)은 대한민국 전북특별자치도 남원시 주천면, 용담사에 있는 석등이다. 2019년 12월 20일 전라북도의 유형문화재 제261호로 지정되었다.

## 지정 사유
남원시 용담사 석등은 용담사지 석조여래입상(보물 제42호) 및 용담사 칠층석탑(전라북도 유형문화재 제11호)과 함께 고려 전기에 만들어진 것으로서 추정된다.
이 석등은 통일신라 팔각 간주석 석등의 전형적 양식을 계승하여 만들어진 것으로서 전체적인 원형이 양호하게 보존되어 있고 고려시대 석조 미술의 장중한 특징이 나타나고 있어 예술적 가치가 인정된다.

## 같이 보기
- 남원 용담사지 석조여래입상 - 보물 제42호
- 남원 용담사 칠층석탑 - 전라북도 유형문화재 제11호

## 참고 문헌
- 남원 용담사 석등 - 국가유산청 국가유산포털